# Ribnik (Croacia)
Ribnik es un municipio de Croacia en el condado de Karlovac.

## Geografía
Se encuentra a una altitud de 143 m s. n. m. a 76 km de la capital nacional, Zagreb.

## Demografía
En el censo 2011, el total de población del municipio fue de 475 habitantes, distribuidos en las siguientes localidades:
- Donja Stranica - 2
- Drenovica Lipnička - 7
- Gorica Lipnička  - 13
- Gornja Stranica - 1
- Gornji Goli Vrh Lipnički - 2
- Griče - 63
- Jarnevići - 33
- Jasenovica - 25
- Lipnik - 65
- Martinski Vrh - 21
- Novaki Lipnički - 16
- Obrh - 7
- Ravnica - 15
- Ribnik - 113
- Skradsko Selo - 25
- Sopčić Vrh - 18
- Veselići - 49

| Gráfica de población de Ribnik 1857-2011                            |
|                                                                     |
| Según los censos de población de la oficina estadística de Croacia. |